# Keskastel
Keskastel est une commune française située dans la circonscription administrative du Bas-Rhin et, depuis le 1er janvier 2021, dans le territoire de la Collectivité européenne d'Alsace, en région Grand Est.
Depuis 1793, cette commune se trouve dans la région historique et culturelle d'Alsace.

## Géographie
La commune de Keskastel, qui appartient à la région naturelle de l'Alsace Bossue, est située entre Sarralbe à 3,34 km  et Sarre-Union à 5,1 km. Elle couvre une superficie de 1 887 hectares, dont 660 de forêts. Son altitude moyenne est de 220 mètres environ, son altitude maximale étant de 275 m. La commune est traversée par la route D 1061 reliant Phalsbourg à Sarrebruck. Elle est traversée par la Sarre et par plusieurs ruisseaux : le Gelechgraben, le Weihergraben, l'Altweihergraben et l'Altmattgraben.
| Sarralbe (Moselle) | Herbitzheim              | Oermingen    |
|                    | Keskastel                | Vœllerdingen |
|                    | Schopperten, Harskirchen | Sarre-Union  |

### Hydrographie
La commune est dans le bassin versant du Rhin au sein du bassin Rhin-Meuse. Elle est drainée par la Sarre, le ruisseau du Moulin, le ruisseau le Geloechgraben, le ruisseau la Vieille Sarre, le ruisseau le Altweihergraben et le ruisseau le Kohlbach,.
La Sarre, d'une longueur totale de 129,2 km, est un affluent de la Moselle et donc un sous-affluent du Rhin, qui coule en Lorraine, en Alsace bossue et dans les Länder allemands de la Sarre et de Rhénanie-Palatinat. Les caractéristiques hydrologiques de la Sarre sont données par la station hydrologique située sur la commune. Le débit moyen mensuel est de 8,94 m3/s. Le débit moyen journalier maximum est de 268 m3/s, atteint lors de la crue du 26 mai 1983. Le débit instantané maximal est quant à lui de 298 m3/s, atteint le même jour.

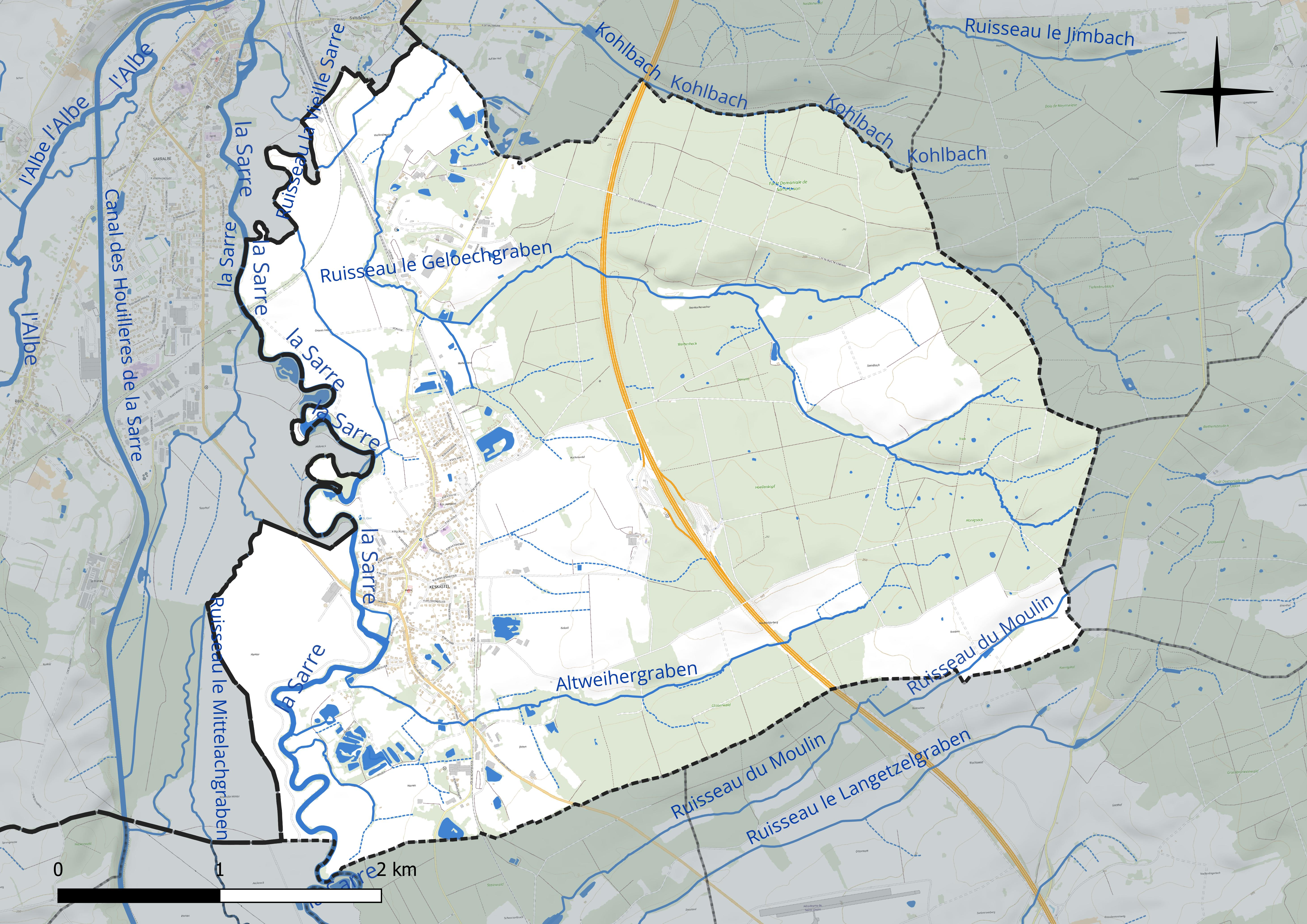
Réseau hydrographique de Keskastel.

### Climat
Pour des articles plus généraux, voir Climat du Grand Est et Climat du Bas-Rhin.
En 2010, le climat de la commune est de type climat des marges montargnardes, selon une étude du Centre national de la recherche scientifique s'appuyant sur une série de données couvrant la période 1971-2000. En 2020, Météo-France publie une typologie des climats de la France métropolitaine dans laquelle la commune est exposée à un climat semi-continental et est dans la région climatique  Vosges, caractérisée par une pluviométrie très élevée (1 500 à 2 000 mm/an) en toutes saisons et un hiver rude (moins de 1 °C). 
Pour la période 1971-2000, la température annuelle moyenne est de 10 °C, avec une amplitude thermique annuelle de 17,1 °C. Le cumul annuel moyen de précipitations est de 877 mm, avec 11,6 jours de précipitations en janvier et 9,3 jours en juillet. Pour la période 1991-2020, la température moyenne annuelle observée sur la station météorologique de Météo-France la plus proche, « Berg », sur la commune de Berg à 12 km à vol d'oiseau, est de 10,4 °C et le cumul annuel moyen de précipitations est de 801,8 mm. 
La température maximale relevée sur cette station est de 37,4 °C, atteinte le 25 juillet 2019 ; la température minimale est de −16,8 °C, atteinte le 7 février 2012,,. 
Les paramètres climatiques de la commune ont été estimés pour le milieu du siècle (2041-2070) selon différents scénarios d'émission de gaz à effet de serre à partir des nouvelles projections climatiques de référence DRIAS-2020. Ils sont consultables sur un site dédié publié par Météo-France en novembre 2022.

## Urbanisme

### Typologie
Au 1er janvier 2024, Keskastel est catégorisée bourg rural, selon la nouvelle grille communale de densité à sept niveaux définie par l'Insee en 2022.
Elle est située hors unité urbaine et hors attraction des villes,.

### Occupation des sols
L'occupation des sols de la commune, telle qu'elle ressort de la base de données européenne d’occupation biophysique des sols Corine Land Cover (CLC), est marquée par l'importance des forêts et milieux semi-naturels (47,3 % en 2018), une proportion identique à celle de 1990 (47,3 %). La répartition détaillée en 2018 est la suivante : 
forêts (47,3 %), prairies (26,7 %), zones agricoles hétérogènes (9,3 %), terres arables (7,9 %), zones urbanisées (7,3 %), zones industrielles ou commerciales et réseaux de communication (1,5 %). L'évolution de l’occupation des sols de la commune et de ses infrastructures peut être observée sur les différentes représentations cartographiques du territoire : la carte de Cassini (XVIIIe siècle), la carte d'état-major (1820-1866) et les cartes ou photos aériennes de l'IGN pour la période actuelle (1950 à aujourd'hui).

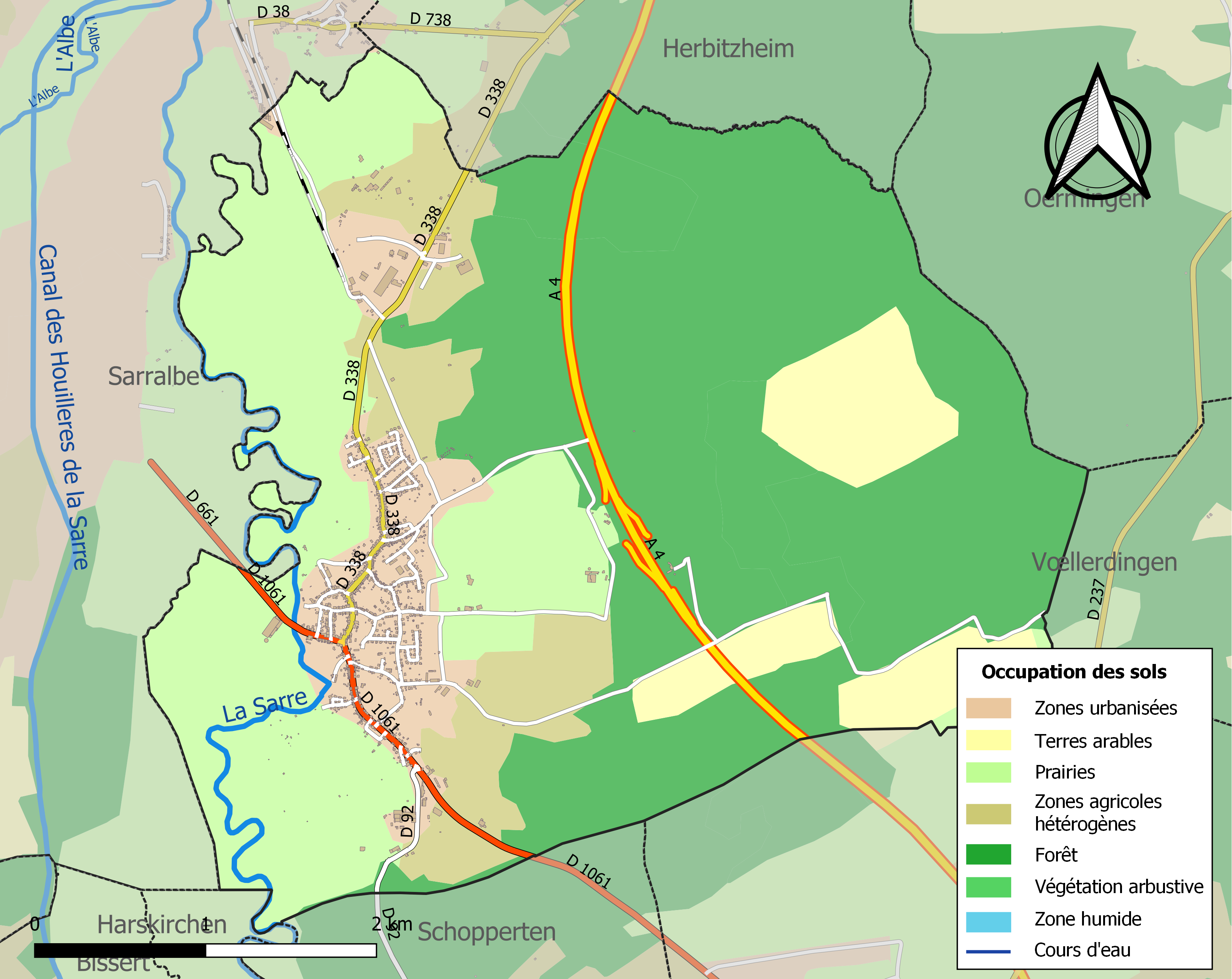
Carte des infrastructures et de l'occupation des sols de la commune en 2018 (CLC).

## Toponymie
Kàschel en francique rhénan.
Le nom de la localité est attesté sous les formes Caesaris Castellum, Caistre, Castle, Kesekastel, Castel, Kaisercastel, Keescassel, Keisercassel, Kaeskastel[réf. nécessaire][Quand ?]
Sobriquet : les villageois sont surnommés les Rieweschwäntz, les queues de navets, sans doute à cause de la culture importante de navets.

## Histoire
- Implantation de sites gallo-romains dans la région puis implantation des Francs et Alamans.
- En 843, par le traité de Verdun, le couvent et ses biens deviennent successivement propriétés de la Lorraine, de Louis le Germanique (870), du comte Gérard de Metz (908). Keskastel semble alors être devenu la résidence de l'avoué de la prévôté d'Herbitzheim (1055).
- Keskastel passe aux comtes de Sarrebruck (1271), aux comtes de Nassau-Sarrebruck (1385-1527), puis passe sous la domination des Nassau-Weilbourg (1745).
- Dépendance du comté de Sarrewerden en 1789[18], ce village est rattaché à la France en 1793 et à l'arrondissement de Saverne en 1800.

### Héraldique
| Blason de Keskastel | Blason  | D'or au château fort crénelé de gueules, flanqué à dextre d'une tour du même, le tout maçonné de sable. |
| Blason de Keskastel | Détails | |

## Politique et administration
| Période                                  | Période                   | Identité                                     | Étiquette | Qualité |
| ---------------------------------------- | ------------------------- | -------------------------------------------- | --------- | ------- |
| 1945                                     | 1965                      | Pierre Cahé (1899-2003)                      |           |         |
|                                          |                           | Simon Druar                                  |           |         |
| mars 2001                                | 2014                      | Théo Feuerstoss                              |           |         |
| 2014                                     | En cours (au 31 mai 2020) | Gabriel Glath Réélu pour le mandat 2020-2026 |           |         |
| Les données manquantes sont à compléter. |                           |                                              |           |         |

## Démographie
L'évolution du nombre d'habitants est connue à travers les recensements de la population effectués dans la commune depuis 1793. Pour les communes de moins de 10 000 habitants, une enquête de recensement portant sur toute la population est réalisée tous les cinq ans, les populations de référence des années intermédiaires étant quant à elles estimées par interpolation ou extrapolation. Pour la commune, le premier recensement exhaustif entrant dans le cadre du nouveau dispositif a été réalisé en 2005.

En 2022, la commune comptait 1 486 habitants, en évolution de −3 % par rapport à 2016 (Bas-Rhin : +3,17 %, France hors Mayotte : +2,11 %).
| 1793 | 1800 | 1806 | 1821  | 1831  | 1836  | 1841  | 1846  | 1851  |
| ---- | ---- | ---- | ----- | ----- | ----- | ----- | ----- | ----- |
| 832  | 821  | 907  | 1 120 | 1 312 | 1 416 | 1 354 | 1 457 | 1 435 |

| 1856  | 1861  | 1866  | 1871  | 1875  | 1880  | 1885  | 1890  | 1895  |
| ----- | ----- | ----- | ----- | ----- | ----- | ----- | ----- | ----- |
| 1 276 | 1 325 | 1 368 | 1 347 | 1 345 | 1 407 | 1 368 | 1 377 | 1 330 |

| 1900  | 1905  | 1910  | 1921  | 1926  | 1931  | 1936  | 1946  | 1954  |
| ----- | ----- | ----- | ----- | ----- | ----- | ----- | ----- | ----- |
| 1 322 | 1 337 | 1 325 | 1 269 | 1 297 | 1 350 | 1 264 | 1 244 | 1 290 |

| 1962  | 1968  | 1975  | 1982  | 1990  | 1999  | 2005  | 2006  | 2010  |
| ----- | ----- | ----- | ----- | ----- | ----- | ----- | ----- | ----- |
| 1 306 | 1 366 | 1 297 | 1 316 | 1 362 | 1 438 | 1 470 | 1 506 | 1 582 |

| 2015  | 2020  | 2022  | - | - | - | - | - | - |
| ----- | ----- | ----- | - | - | - | - | - | - |
| 1 529 | 1 501 | 1 486 | - | - | - | - | - | - |